# Опис України
«Опис України кількох провінцій королівства польського, що тягнуться від кордонів Московії до границь Трансильванії разом з їхніми звичаями, способом життя і ведення воєн, сіра де Боплана в Руані, у Жана Кайуе, при королівському дворі» (фр. Description d'Ukranie, qvi sont plvsievrs Prouinces du Royaume de Pologne, Contenvës depvis les confins de la Moscouie, iusques aux limites de la Transilvanie. Ensemble levrs moevrs, facons de viures, & de faire la Guerre. Par le Sieur de Beavplan. A Roüen, Chez Iacqves Cailloüé, dans la Cour du Palais) — книга, написана французьким інженером і військовим картографом Гійомом де Бопланом, який перебував на службі у польського короля Владислава IV з початку 1630-х до 1648 років.
Важливість праці полягає у відкритті для науки і широкого загалу українських земель, їх самобутності і історії. Вперше Гійом де Боплан описав український побут, життя простого населення Речі Посполитої. Боплан показав козацтво як феномен відродження лицарства на українських землях на противагу тодішній польській пропаганді.

## Історія написання і видання
Починаючи нову службу в південно-східних воєводствах Речі Посполитої, як військовий інженер, Боплан займався будівництвом і реконструкцією фортець і укріплень, заснуванням нових міст, а також постійно вивчав і картографував навколишні території. Успішний початок і цілий ряд заслуг на службі у польського короля не могли пройти непоміченими. 8 березня 1637 року Боплан став придворним короля Владислава IV. 10 березня 1645 року він отримав королівський привілей на публікацію своїх карт, а перед тим одержав звання капітана артилерії
Перша опублікована праця Боплана, в якій він описував свої дослідження у південно-східних воєводствах Речі Посполитої та спостереження щодо їх мешканців- козаків і татар, мала досить оманливу назву: «Description des contrees du royoune de Pologne» («Опис Польського царства»), (Руан, 1651). Незважаючи на малий тираж, обмежений обставинами, книжка мала успіх. Особливо тому, що книжка з'явилася незабаром після відомої битви під Берестечком (28-30 червня 1651 року), в якій польські війська перемогли своїх козацьких і татарських противників.
Успіх першого видання «Description» і постійний неспокій на українських землях заохотили Боплана і його видавця Жака Кайю випустити в 1660 році нове видання праці з розширеним текстом та назвою «Description d'Ukrainie»(«Опис України»). В цьому виданні фактично є повний текст видання 1651 року, присвята Янові Казимирові та «Слово до читача» («Description» 1651, с III—VII).
Текст видання 1660 року був повторений у версії, здійсненій у Руані 1661 р.
Текст, виданий 1651 році, повторюваний німецьким картографом і вченим Блау в низці видань його прекрасного «Atlas Maior», з'являвся латинською (1662), французькою (1663 та 1667), голландською (1664) та іспанською (1665, 1672) мовами. Однак, вибір Блау, здається, є винятком з правила, бо всі видавці і перекладачі віддавали перевагу версії 1660 р.(єдиним відхиленням є препринт французької версії атласу Блау з 1663 року, який був надрукований в 1967 році). Крім чергових видань Кайю XVII ст. і нинішнього перекладу, текст 1660 року повністю або фрагментами публікувався 48 разів французькою, англійською, німецькою, латинською, польською, російською та українською мовами.
Перші знанні відомості про примірник «Опису» в Україні належать лише до початку XIX століття. Ця книга зберігалася в Яготині в бібліотеці князя Миколи Рєпіна (1778—1845), малоросійського генерал- губернатора та історика-аматора.
Французьких оригіналів «Опису» в Росії й в Україні було небагато (в другій половині XIX ст. по одному- два примірники в Петербурзі та Москві, по одному примірникові в Києві, Одесі та Львові).

## Зміст твору
Книга складається з наступних частин.
1. Послання
2. До читачів
3. Читачеві від книговидавця
4. Опис України і річки Борисфен, званої в просторіччі Ніпром, або Дніпром, від Києва до моря, в яке вона впадає
5. Ремесла, якими займаються козаки
6. Руська шляхта
7. Які повинності селян щодо панів
8. Про Крим, або край Татарії
9. Кримські татари
10. [Про козаків]
11. Як дівчата залицяються до парубків
12. Як селянин може одружитись з панночкою
13. Як відбувається весілля
14. Козацька медицина
15. [Про фауну України]
16. [Про клімат України]
17. [Про Польщу]. Як обирають короля
18. Про шляхетські вольності
19. Звичаї польської шляхти

Боплан. Опис України. Коментарі (1-199)
Боплан. Опис України. Коментарі (200—423).

## Цитати з твору

### Як відбувається весілля
«Весільні церемонії такі: запрошується молодь як з одної, так і з іншої сторони, потім вони одержують наказ нареченого і нареченої запросити усіх спільних родичів бути присутніми на весіллі [Wesellé], тобто на їхній весільній учті. Кожному, хто виконує це доручення, дається як відзнака віночок з квітів, який вішають на руку, і список усіх запрошених, до кого йдуть у переддень весілля, виступаючи парами. Перший, котрий промовляє, урочисто виголошуючи запрошення, тримає в руці паличку 304. Я не спинятимусь на описанні страв і того, скільки сортів м'яса подається на стіл, розповім лише, що наречена вбрана за їхнім звичаєм так: на ній довга сукняна коричнева сукня, що тягнеться по землі, облямована зверху напівшовковою, напіввовняною тасьмою і підшита китовим вусом, який її розширює 305. Голова [нареченої] не покрита, волосся розсипане по плечах, відкриваючи лише обличчя, на голові вінок із квітів залежно від пори року. У такому вбранні батько, брат чи близький родич /66/ ведуть її до церкви, а попереду — скрипка, дуда або цимбали. Після вінчання хтось із близьких родичів бере її за руку і відводить додому під таку ж мелодію. Я не торкатимуся опису забав під час весільної учти; вони, хоч і незвичні, нічим не поступаються [забавам] інших народів. Зауважу лише, що до гультяйства, до якого вони схильні від природи, їх особливо підштовхує те, що з нагоди\79\ весіль, а також хрестин їхніх дітей місцевий пан дозволяє їм варити пиво. Завдяки цьому привілею його можна пити набагато дешевше і в більшій кількості, бо слід зауважити, що в інший час броварні належать панам, і всі піддані мусять купувати пиво там…»

### Про козаків
/54/ «Нам ще залишається розповісти, як ми й обіцяли раніше, про те, як козаки обирають свого старшого 270, а також як вони, пересікаючи Чорне море, здійснюють свої походи аж до Анатолії [Natolie], щоб воювати з турком. Ось як вони вибирають свого старшого: коли зберуться усі старі полковники і старі козаки, що користуються серед них пошаною, кожен з них віддає свій голос за того, кого вважає за найздібнішого, і той визначається більшістю голосів. Якщо обраний не хоче приймати посади, відмовляючись невмінням, малими заслугами, браком досвіду чи похилим віком, це йому не допомагає. Відповідають лишень, що він дійсно не заслужив такої честі і тут же, не гаючись, одразу ж убивають його, як якогось зрадника 271. Хоча самі при цьому чинять по-зрадницьки, та ви і пригадуєте, напевно, що я оповідав раніше, говорячи про їхні звичаї і звичні зради. Якщо обраний козак приймає на себе обов'язки старшого, то дякує зібранню за виявлену честь, хоча [додає, що] недостойний і для такої посади нездатний, далі ж, однак, урочисто запевняє, що докладе зусиль і старання, аби гідно послужити як всім взагалі, так і кожному зокрема, і що завжди готовий покласти своє життя за своїх братів (так вони називають між собою один одного). На ці його слова кожен плеще в долоні, 
/55/ вигукуючи: „Слава! Слава!“ 272 і т. д. Потім усі один за одним відповідно до свого рангу йдуть вклонитися йому, а старший подає їм руку, що у них служить за форму вітання. Ось так вони вибирають свого старшого, що часто відбувається серед Дикого Поля. Вони йому дуже підкоряються. Цей старший їхньою мовою називається гетьманом [hettman], його влада необмежена аж до права стинати голови і садити на палю тих 273, хто провинився. Гетьмани дуже суворі, однак нічого не починають без військової наради, яку називають Радою [Ruds]. Немилість, якої може зазнати старший, змушує його бути дуже обачним у своїх діях, зокрема, щоб не трапилось жодної невдачі, коли веде їх у похід, і щоб він проявив себе хитрим і відважним під час непередбачених зіткнень [з ворогом], оскільки за виявлену малодушність \70\ його вбивають як зрадника. Негайно обирається новий отаман так само, як я розповідав вище. Керувати ними і вести їх у похід — нелегка справа, і нещасний той, кому це випадає. За сімнадцять літ, доки я служив у цьому краї 274, усі, хто обіймав цей уряд, скінчили погано…..».

## Аналіз і значення «Опису України»
Усвідомлення того факту, що творчість Гійома Левассера де Боплана — це початок нової ери у вивченні України, просочувалося у науку поступово, шляхом використання його «Опису» і карт при розв'язанні конкретних наукових завдань. Правда, працями Боплана дуже часто користувались по-споживацькому, рідко охоплюючи його спадщину в цілому. Звичайно виривали з Боплана окремі дані, потрібні для пояснення тих чи інших явищ, подій, певних обставин. На перший план висувалися такі питання, як історія козацтва, воєнна історія, етнографія українців і кримських татар, історична географія, топо- і картографія з ономастичними, іконографічними та геодезичними екскурсами.
- Ізмаїл Срезневський (1812—1880), майбутній великий славіст, докладно аналізував і коментував кілька конкретних свідчень Боплана: про «країну запорозьку», про харчування козаків, козацьку раду, про острів Скарбницю Військову, про Кодак та ін.. Навіяні романтичними тенденціями, тільки деякі твердження Срезневського витримують історичну критику.
- Аполлон Скальковський (1808—1898) залишився вірним Бопланові протягом багатьох десятиріч наукової діяльності. Починаючи з «Нарисів Запорожжя», в яких Скальковський використав «Опис» для пояснення топо- та етнонімії (що козаки називали Росію і росіян Москвою та москалями), через «Історію Нової Січі», в якій він обґрунтував географічні та інші реалії авторитетом «Опису» і карт, до численних, розкиданих по різних виданнях історичних нарисів.
- Петро Кеппен (1798—1864), відомий статистик, етнограф і бібліограф, повноцінно використав дані з «Опису» Боплана про кримські міста. З Кеппеном, можливо, слід повязувати досить послідовне введення Боплана як історико-географічного джерела і т. зв. семеновський «Словарь Российской империи».
- Микола Маркевич (1804—1860) у переліку джерел для «Истории Малороссии» на перше місце поставив Боплана. Маркевич ґрунтувався на «Описі» та «генеральній» карті, визначаючи кордони України, доводячи давність міста Черкас, висвітлюючи питання про повинності селян, колонізаційну діяльність польського гетьмана Конєцпольського, будівництво фортеці Кодак. Ж.-Б. Шерера, автора "Аналіз Малої Росії" (Париж, 1788), він характеризував як плагіатор Боплана.
- Микола Костомаров (1817—1885) вважав, що він належить до категорії тих джерел, які «хоч і дуже важливі, але потребують особливої суворої і обережної критики»

.